# Felice Bambini
Felice Bambini (Bologne, 1742 - Paris, 1810) est un musicien d'origine italienne établi en France. 
Il a été un enfant prodige au clavecin et accompagnait déjà à neuf ans l'orchestre de la troupe d'opéra de son père, Eustacchio (Pesaro, 1697-1770) : la Compagnie des Bouffons (à l'origine de la « Querelle des Bouffons »).
Établi à Paris, à partir de 1762 il devint professeur de piano-forte et compositeur d'œuvres instrumentales et lyriques. 
Dans sa Lettre sur la musique française (1753) Jean-Jacques Rousseau, se plaît à évoquer sa façon de jouer, qu'il compare favorablement à celle de l'éminent claveciniste Charles Noblet et qui lui permet de conforter son parti pris pour la musique italienne :
« Vous ressouvenez-vous, monsieur, d'avoir entendu quelquefois, dans les intermèdes qu'on nous a donnés cette année, le fils de l'entrepreneur italien, jeune enfant de dix ans au plus, accompagner quelquefois à l'Opéra ? Nous fûmes frappés, dès le premier jour, de l'effet que produisait sous ses petits doigts l'accompagnement du clavecin; et tout le spectacle s'aperçut à son jeu précis et brillant que ce n'était pas l'accompagnateur ordinaire. Je cherchai aussitôt les raisons de cette différence, car je ne doutais pas que le sieur Noblet ne fût bon harmoniste et n'accompagnât très-exactement: mais quelle fut ma surprise, en observant les mains du petit bonhomme, de voir qu'il ne remplissait presque jamais les accords, qu'il supprimait beaucoup de sons, et n'employait très-souvent que deux doigts, dont l'un sonnait presque toujours l'octave de la basse ! Quoi! disais-je en moi-même, l'harmonie complète fait moins d'effet que l'harmonie mutilée, et nos accompagnateurs, en rendant tous les accords pleins, ne font qu'un bruit confus, tandis que celui-ci, avec moins de sons, fait plus d'harmonie, ou, du moins, rend son accompagnement plus sensible et plus agréable ! Ceci fut pour moi un problème inquiétant; et j'en compris encore mieux toute l'importance, quand, après d'autres observations, je vis que les Italiens accompagnaient tous de la même manière que le petit bambin, et que, par conséquent, cette épargne dans leur accompagnement devait tenir au même principe que celle qu'ils affectent dans leur partition. »
Bambini a publié en 1769 un recueil de six sonates pour le clavecin . 
- Sonate I : Allegro assai - Andante - Allegro molto
- Sonate II : Allegro assai - Andante - Presto
- Sonate III : Allegro - Andante - Presto
- Sonate IV : Allegro - Moderato andante - Presto
- Sonate V : Allegro - Moderato andante - Allegro
- Sonate VI : Allegro - Andante - Allegro assai

## Sources
- Jean-Patrice Brosse, Le clavecin des Lumières, Paris, Bleu Nuit, coll. « Horizons », 2007, 176 p. (ISBN 978-2-913575-83-7 et 2-913575-83-8)